# Syndrom nezdravých budov
Syndrom nemocných budov (SBS) je kombinace onemocnění (syndrom) spojeného s jednotlivými místy v práci (kancelářské budově), nebo s bydlištěm. Negativní vlastnosti vedoucí k SBS mají přirozeně i mnohé interiéry dopravních prostředků, zejména ve veřejné dopravě, kde je většinou malá možnost regulace mikroklimatu. Světová zdravotnická organizace (WHO) oznámila v roce 1984, že 30 % obyvatel ve vyspělých zemích trpí nemocí SBS (Sick Building Syndrome), česky syndrom nezdravých budov. V roce 2002 už WHO oznámila 60 % lidí postižených SBS.[zdroj⁠?!]
Příčiny nemocných budov jsou často chyby v topení, větrání a klimatizacI systémů. Jiné příčiny byly připsány nečistotě produkované z výfukových plynů z některých druhů stavebních materiálů, těkavých organických látek (VOC), plísní (viz článek o vlivech plísní na zdraví), nesprávné ventilaci ozonu (vedlejší produkt některých kancelářských strojů), lehké průmyslové chemikálie, nebo nedostatečná filtrace čerstvého vzduchu (viz minimální účinnost výkaznictví Value).[zdroj⁠?!]
Symptomy jsou často zkoumány až po uskutečnění posílení celkového obratu čerstvého vzduchu výměnou se vzduchem venkovním, ale novým cílem designu zelených budov by na prvním místě mělo být vyhnout se většině zdrojů problému SBS, minimalizovat pokračující používání VOC čištění sloučenin, a odstranit podmínky, které podporují nárůst alergenů a růst plísní. 

## Příznaky
Obyvatelé budov si stěžují na symptomy, jako jsou podráždění očí, nosu, krku; neurotoxické nebo celkové zdravotní problémy, kožní onemocnění, nespecifické reakce z přecitlivělosti; špatné vnímání vůní a chutí.
Několik nemocných osob si může stěžovat na různé symptomy, které se nezdají být nijak propojeny. Klíčem k objevu je zhoršení dopadu těchto onemocnění v počátcích v poměrně krátkém časovém úseku – obvykle v období týdnů. Ve většině případech se na příznaky SBS přijde brzy poté, co obyvatelé opustí své domovy. Nicméně, mohou to být doznívající vlivy různých neurotoxinů, které nemusí objasnit, kdy přesně obyvatelé budovy opustili. Zejména u citlivých jedinců to může mít dlouhodobý vliv na zdraví.

## Příčiny
Přispění faktorů, které často souvisí s projektem vybudování prostředí, může zahrnovat kombinace některých nebo všech následujících akcí:

### Nahromadění potenciálně nebezpečných plynů
Oxid uhličitý, stejně jako oxid uhelnatý, v kombinaci s relativním nedostatkem kyslíku, může být hlavní příčinou SBS.

### Zvýšení vlhkosti a růst plísní
Budovy často obsahují velké množství skrytých vnitřních dutin, které vznikly díky užití specifických stavebních metod a postupů. Tyto dutiny často existují uvnitř stěn a stropů, díky použití trámů a krovů, a mohou se také nacházet v podkrovích a stropních prostorech. Taková místa mohou mít velmi špatné větrání. Dovnitř vzduch pronikne, což se zvenčí těchto prostorů se projeví jako změna atmosférického tlaku na tyto prostory.
Starší stavby z doby před rozvojem izolace, vlhkostních bariér, a kompozitních materiálů byly vystaveny průvanu, chladu a špatnému vytápění, ale také i problémům s vlhkostí. Například předtím než běžně začala být používána překližka pro stavbu podlah, byly podlahy domů typicky konstruovány dvěma vrstvami úzkých desek, které svíraly úhel 90 stupňů, a 45 stupňů od umístění trámů podlahy. Tyto desky měly mezi sebou duté mezery, což vzduchu umožnilo prosakovat dovnitř a ven z stropních prostorů. Moderní konstrukce překližky je ve srovnání téměř nepropustná a zabraňuje proudění vzduchu do stropních prostorů.
Vlhkost, která může být skryta v těchto dutinách, kde se staví na 70% a 95% vlhkosti hmotnosti. Zvýšení vlhkosti může nastat například uvnitř dutin ve zdech kolem kuchyní, koupelen, a dalších vlhkých místností, kde mohou být problémy se špatným odvětráváním. Vždy existuje jen velmi málo, pokud vůbec nějaké jsou, způsobů. Jak lze vysušit tyto vnitřní dutiny stěn, jakmile jsou zasaženy vyšší vlhkostí. Větrání prostorů stropů obvykle není považováno za důležité, přesto by v průběhu stavby  mělo být provedeno vrtání větracích otvorů uvnitř každé duté zdi, skrz podlahu a stropní foliové překližky.
Pokud je takové proudění vzduchu z horkého, vlhkého vzduchu, tak teplý vzduch může dosáhnout rosného bodu povrchu, zvláště pokud jsou vnitřní teploty mnohem nižší než asi 78 °F (26 °C). Pro tento stupeň vlhkosti se v této temné, duté zdi, daří většině všech plísní, včetně Stachybotrys. Plísně a bakterie nezřídka kdy existují vedle sebe. Produkují toxické látky, které obvykle vytvářejí nežádoucí, nezdravé životní prostředí pro bakterie a hmyz, stejně jako pro lidi. Toxické látky, vytvořené růstem plísní se mohou stát aerosolem, uvolnit se a prouděním vzduchu se tak rozšířit po celé budově. Nakonec se mohou dostat i do klimatizace a rozvodů topení a pak být vypuštěny do dýchací zóny. 
Mechanická ventilace v horkém, vlhkém klimatu může do budovy přinést vodní páry o objemu přibližně jedné libry vody denně pro každou kubickou stopu za minutu za den bez větrání venkovním vzduchem.
Při snížení množství radonu mechanickým větráním v horkém vlhkém podnebí (Florida), je známo, že dojde k postupnému zvyšování vlhkosti, což vede k náhlým problémům s plísněmi, kdy vlhkost materiálů příznivých pro tvorbu plísní na potravinách dosahuje 70 % hmotnosti. Tento proces zvýšení vlhkosti může trvat několik měsíců nebo také čtyři nebo více let.
Neinformovaní, nebo špatně informování předpokládají, že jejich klimatizace bude takovou vlhkost úspěšně odstraňovat, a to může, bude-li užívána efektivně. Mnoho klimatizací nebude, a téměř u většiny v průběhu času klesá jejich schopnost účinně odvlhčovat. Zbytková vlhkost zůstane a vsákne do materiálů, jako do houby. V horkém a vlhkém podnebí jsou nejhorší měsíce pro tvorbu plísní říjen, listopad, prosinec a brzy na jaře... Kdy klimatizace málokdy pracují a přitom se vlhkost v těch měsících zvyšuje nejrapidněji.
Identifikace a odstranění těchto proudění vzduchu v jádrech budov bylo zřídkakdy rozpoznáno a následně úspěšně vyřešeno, a proto veškeré úsilí uzdravovat nemocné budovy bylo z velké části neúspěšné. Z pocitu frustrace s nesmírně drahých a neefektivních přístupů „léčení“ je celková stavební demolice někdy vybrána jako jediné východisko.
Při správné aplikaci vybavení, které je v současnosti k dispozici je identifikace nechtěného proudění vzduchu v jádru budovy relativně snadná, rychlá a finančně nenáročná pro zkušeného stavebního odborníka. Řízení tlaků a mikrotlaků může mít za následek okamžité rozšíření zápachu a toxických látek. Ale použitím správné technologie, a často i bez instalace jakýchkoli dalších zařízení, se dá spoléhat na to, že v řádu několika hodin od uskutečnění „léčby“ nemocných budov může začít postupný proces vysychání, který probíhá úplně sám.
Jiný přístup málokdy řeší příčinu a léčí pouze příznaky.
- Kvalita vnitřního prostředí (včetně kouření, kde není zakázáno)
- Toxické plísně
- Umělé vůně
- Špatné nebo nevhodné osvětlení (včetně absence nebo jen omezený přístup ke slunečnímu světlu)
- Špatná vytápění nebo větrání
- Mikrobiální kontaminace nebo kontaminace roztoči vzduchotechnických zařízení.
- Špatná akustika nebo infrazvuk
- Špatně navržené vybavení, nábytku a vybavení (např. počítačové monitory, kopírky, atd.).
- Špatná ergonomie.
- Chemická kontaminace.
- Biologické znečištění.

## Prevence
- Střešní čištění, beztlaké odstraňování řas, plísní.
- Odstranění zdrojů znečisťujících látek nebo změna na skladování zdrojů.
- Výměna vodou potřísněných koberců.
- Používání barev, lepidel, rozpouštědel, a pesticidů v dobře větraných prostorách, a v období, kdy budova není obydlená.
- Zvýšení počtu výměn vzduchu
- Správná a častá údržba systémů klimatizace a větrání
- Pravidelné vysávání vysavačem s HEPA filtrem

## Rozdíly mezi pohlavími
Ženy mají tendenci vykazovat více symptomů než muži. Spolu s tímto, proběhly studie, kde zjistili,[zdroj?] že ženy mají citlivější imunitní systém a jsou náchylnější k vysušení sliznice a zarudnutí obličejové kůže. Také jsou údajně ženy více vystaveny některým faktorům vyskytující se uvnitř budov, protože mají tendenci mít více administrativní práce, kde se dostávají do kontaktu s unikátním kancelářským vybavením a materiálem (např.: Blueprint stroje), zatímco muži mají více práce mimo kanceláře.[zdroj⁠?!]